# تاتا ایندیگو
تاتا ایندیگو (Tata Indigo) خودرویی است که از سال ۲۰۰۲–کنون توسط شرکت هندی تاتا موتورز در پونه، مهاراشترا و هند تولید شده‌است.
این خودرو در کلاس خودرو کامپکت قرار گرفته، است.

## نگارخانه

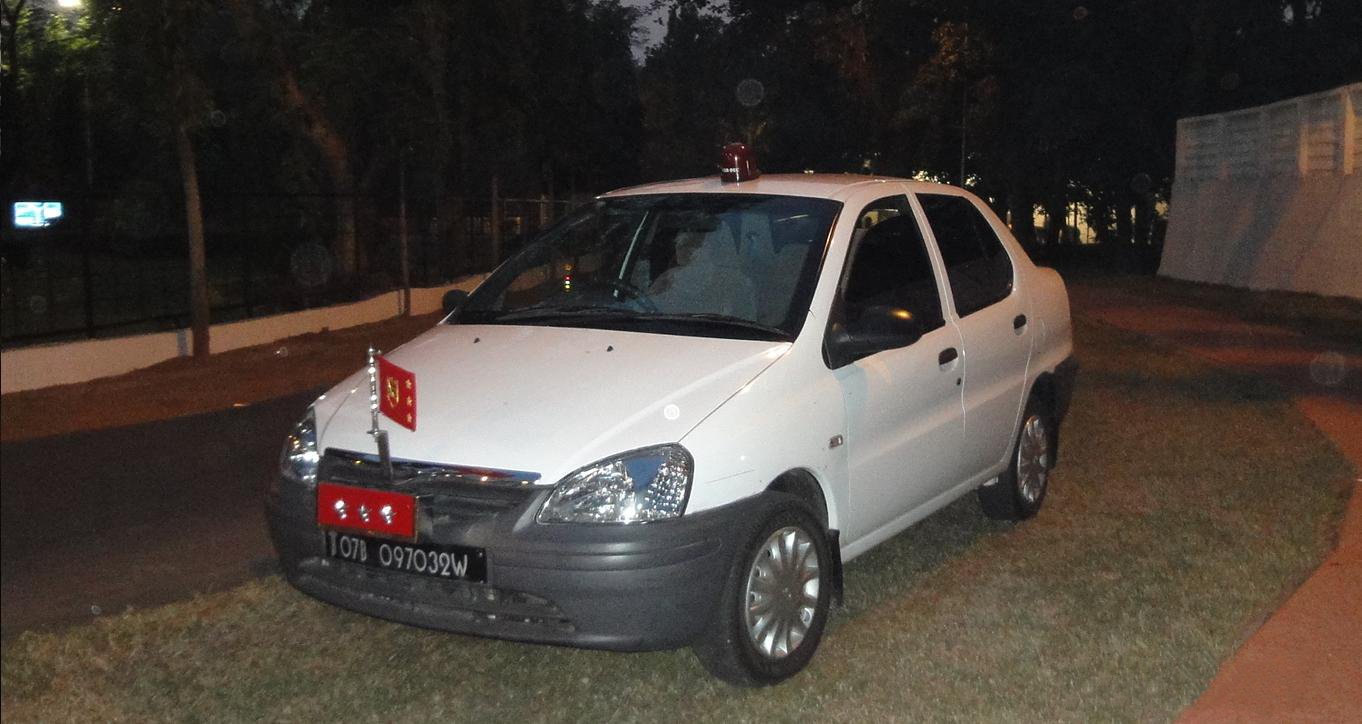
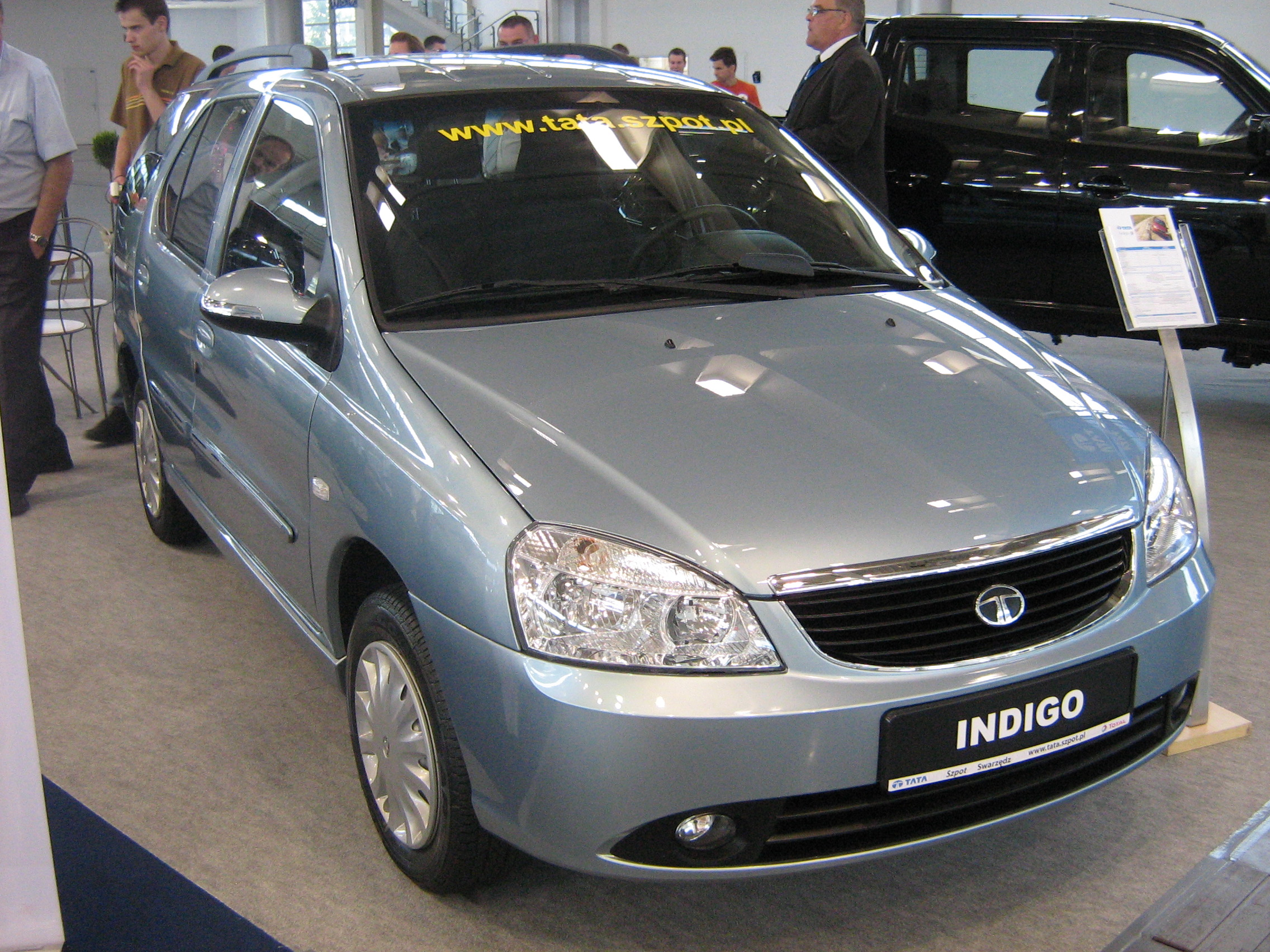
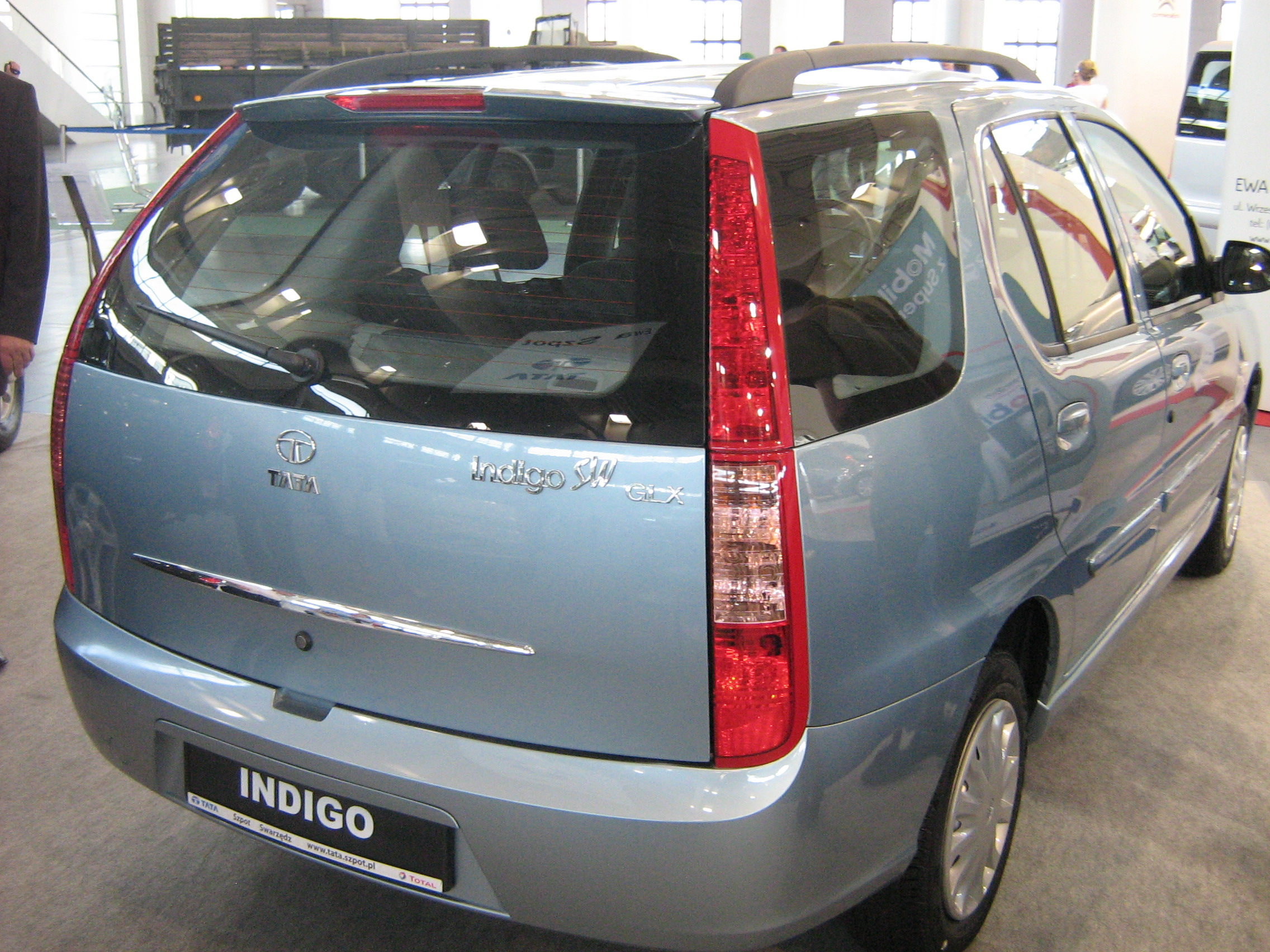
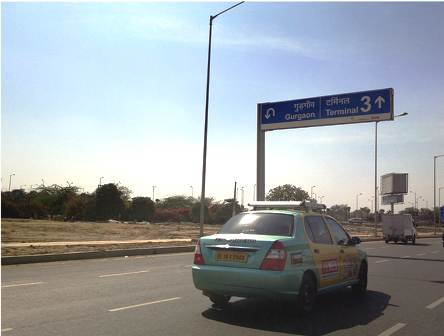